# Ричфилд (Северна Каролина)
Ричфилд (енгл. Richfield) град је у америчкој савезној држави Северна Каролина.

## Демографија
По попису из 2010. године број становника је 613, што је 98 (19,0%) становника више него 2000. године.
| Група             | 2000.       | 2010.       |
| Белци             | 422 (81,9%) | 506 (82,5%) |
| Афроамериканци    | 74 (14,4%)  | 54 (8,8%)   |
| Азијати           | 11 (2,1%)   | 33 (5,4%)   |
| Хиспаноамериканци | 1 (0,2%)    | 4 (0,7%)    |
| Укупно            | 515         | 613         |